# Géraldine Fasnacht
Géraldine Fasnacht, née le 18 juin 1980 à Lausanne en Suisse, est une sportive suisse professionnelle qui pratique le snowboard freeride, le base-jump et le vol en wingsuit.

## Biographie
Elle commence le ski à l'âge de 2 ans et se lance dans le freeride à 8 ans à Verbier, où travaillent ses parents.
En 2001, Géraldine Fasnacht commence le base-jump, avec une expérience de près de 300 sauts d’avion. Puis, elle pratique la wingsuit, qui lui permet d'ouvrir de nouvelles voies, en wingsuit ou en snowboard, selon les conditions et les saisons.
En mars 2004, elle réalise sa première descente en snowboard de l'Aiguille de l'Amône (3586 m) avec Sébastien Gay.
En 2005, elle réalise sa première expédition pour ouvrir de nouvelles falaises en Base- jump au Mali en compagnie de son mari de l'époque, Sébastien Gay, et Karina Hollekim.
En mai 2007, Géraldine Fasnacht, accompagne cinq membres d’une expédition pour ouvrir six nouvelles parois rocheuses en base jump en Terre de Baffin : le Beluga, le Seal, le Cross Pillar, la Citadelle, la French Touch et le Broad Peak.
En novembre 2009, elle part en expédition en Antarctique, avec Sebastien Collomb-Gros, Sam Beaugey et Manu Pellissier, dans le massif de l'Holtanna (en). afin de réaliser le premier saut de base jump du continent. Ils en réalisent deux : l'Holstinnd et le Massif de l'Holtanna ; elle en tire le film, Holtanna, l'aventure Antarctique.
En 2009, elle traverse les Alpes de Chamonix à Zermatt. Elle réalise "la Haute Route des Pentes Raides", en enchaînant 8 pentes raides : l'Aiguille Verte (4122 m) (Couloir Whymper), Les Courtes (3856 m), l'Aiguille d'Argentière (3901 m) (couloir Barbey), l'Aiguille de l'Amône (3586 m), Petit Mont Collon (3555 m), la face Est du Weisshorn (4506 m), une première en compagnie de Samuel Anthamatten, la face nord-ouest du Breithorn (4164 m) et pour finir, la face est du Cervin (4478 m).
En 2010, Géraldine Fasnacht part en Iran et ouvre le premier vol en wingsuit du pays, dans la province de Kermanshah, au Mont Behistun (en).
En 2011, Géraldine Fasnacht devient obtient sa licence de pilote d'ULM et d'avion avec une spécialisation "glacier".
En 2012, Géraldine Fasnacht ouvre le sommet des Drus avec son ami Julien Meyer en wingsuit. C'est une révolution dans le monde de la wingsuit. Elle prouve que la mise en pression des ailes permet de voler depuis de hauts sommets, avec 140 mètres de parois rocheuse verticale au départ.
En 2014, elle réalise une première mondiale au féminin : ouvrir en wingsuit un sommet emblématique de Suisse, le Cervin.
L'année 2016, elle sort le film 4634, tourné dans le massif du mont Rose et la Pointe Dufour (4 634 mètres d'altitude). Elle descend en snowboard le plus long couloir des Alpes, le Marinelli, et ouvre un des plus grands vols du monde en wingsuit : 3 000 mètres de dénivelé depuis le plus haut sommet suisse.
En 2016, Géraldine Fasnacht ouvre le premier vol en wingsuit du sommet du Täschhorn, Valais (4491 m), du sommet du Barrhorn, aussi en Valais (3610 m) et le plus haut sentier d’Europe. Du sommet des Grandes Jorasses (4208 m), Haute-Savoie, elle réalise le premier vol en wingsuit jusqu'en Italie (Courmayeur)
Entre 2017 et 2020, elle prépare et réalise plusieurs projets en montagne sur les glaciers, en ULM, puis en snowboard sur de hauts sommets.
Le 18 juin 2022, Géraldine décolle a bord de l'avion solaire HB-SXA de l'aéroport de Sion en Suisse avec le pilote Raphaël Domjan au commande de l'avion. Elle saute de SolarStratos à plus de 9 000 pieds au dessus des Alpes Suisse et réalise ainsi le premier vol en wingsuit depuis un avion électrique et solaire Elle se pose dans le village de Verbier en Suisse a plus de 1 000 mètres d'altitude.
Installée à Médière près de Verbier, Géraldine Fasnacht donne des conférences sur la gestion du risque à travers ses réalisations.

## Prix et récompenses
Elle compte 23 podiums en compétitions mineures : 11 victoires internationales en snowboard Freeride dont 3 fois l'Xtreme de Verbier en 2002, 2003 et 2009, avant l’introduction du Freeride World Tour.

## Vie privée
Elle est mariée à Simon Fasnacht (ex-Wandeler). Elle a un fils, Odin Fasnacht, né en 2019.

## Filmographie
- 2004, Viento de las Nieves, réalisé par Olivier Vittel
- 2004, Pour la pureté du Ride[12], réalisateur Guido Perrini[13]
- 2009, TEN[14], réalisateur Guido Perrini[13]
- 2005, La main de Fatima[15], Mali, Réalisateur F24film[16]
- 2007, Une Femme choucas[17], film en 3D, 2007, réalisateur NVP3D[18]
- 2007, Broad Peak[19] sur l'expédition en terre de Baffin[20]
- 2011, Haute Route des Pentes Raides[21], réalisé par Guido Perrini[13]
- 2011, Holtanna l'Aventure Antarctique[22], 1er saut en base jump en Antarctique, 20 janvier 2011
- 2012, "Vilje av Stål" - Haute Route med Karina Hollekim[23]
- 2012, One Step Beyond[24], réalisé par Sebastien Montaz raconte la vie de Géraldine Fasnacht[25]
- 2014, Sans doublure le premier saut en base jump de Tomer Sisley[26],[27]
- 2015, Cervin, Rêve de la femme oiseau[28],[29]
- 2016, 4634 - Perception - The Mountain Within, réalisé par Philippe Woodli et Philipp Aebischer[30],[6]
- 2019, TWENTY - An accidental history of freeriding[31] réalisé par Guido Perrini